# 黃際飛 (涪州知州)
黃際飛（？年—？年），號鶴樵，廣東文昌縣人，監生，四川補用縣丞（富順鄧井關縣丞），同治八年任四川南川縣知縣，十二年回任，光緒二年再回任，光緒四年四月初十日署理南部縣，至五月二十六日交卸、光緒五年間署閬中縣、光緒九年署酆都縣知縣，光緒十二年署涪州知州，卒年七十二。